# Behnam Shiri
Behnam Shiri Jabilou (né le 21 mars 1993) est un athlète iranien, spécialiste du lancer de disque.
Le 18 avril 2018, il porte son record personnel à 61,82 m à Téhéran. Il remporte la médaille d’argent lors des Championnats d’Asie 2019.